# Karel Veselý (teolog)
Karel Veselý (14. ledna 1912 Staré Hutě – 8. března 2003 Praha) byl český teolog působící v Českobratrské církvi evangelické.

## Život
Od počátku měsíce února roku 1938 až do 30. dubna 1940 působil jako vikář ve sboru v Uherské Hradišti. Během této doby byl 20. listopadu 1938 ordinován na faráře. Počínaje prvním květne 1940 zastával do 30. dubna 1948 místo faráře v prusinovickém sboru své církve, odkud následně přešel do Opavy, kde byl farářem od 1. května 1948 do konce roku 1957. Nový rok 1958 začal jako farář v ostravském sboru, kde zůstal až do 14. ledna 1979. Následující den odešel do výslužby. I přesto ještě od 1. listopadu 1979 do 30. dubna 1984 coby vikář vedl sbor v Orlové. První květnový den roku 1984 odešel do penze.
S manželkou Dobromilou přivedli na svět dva syny, a sice Pavla narozeného v roce 1942 a Jiřího narozeného roku 1946. Závěr života strávili manželé Veselí v Praze u svého syna Pavla.